# كيك (منظمة بحثية)
منظمة بحوث معجل الطاقة العليا (بالانجليزية: "The High Energy Accelerator Research Organization"، باليابانية: "高エネルギー加速器研究機構" وتلفظ "Kō Enerugī Kasokuki Kenkyū Kikō") وتعرف اختصارا بـ «كيك KEK» وهي منظمة بحثية يابانية وأكبر منظمة لبحوث فيزياء الجسيمات في اليابان، تقع في مدينة تسوكوبا ضمن محافظة ايباراكي، تم تأسيسها عام 1997، ويستخدم الاختصار «كيك» للإشارة إلى مختبر تعجيل الجسيمات التابع للوكالة نفسها والتي يعمل فيها حوالي 695 موظف، وظيفة المنظمة الاساسية هي توفير معجلات للجسيمات ما دون الذرية، لكنها تخدم ايضاَ أهداف أخرى منها بحوث فيزياء الطاقة العالية، علوم المواد، البنية الاحيائية، علم الاشعاع، علوم الحاسوب والتحولات النووية إلى آخره، أجريت في كيك تجارب عديدة بواسطة شراكات داخلية ودولية، كما حصل منها البروفيسور ماكوتو كوباياشي على جائزة نوبل في الفيزياء عام 2008 عن عمله في خرق تناظر الشحنة.

## تاريخياً
استحدثت كيك عام 1997 من قبل اشتراك عدة هيئات علمية وهي معهد الدراسات النووية، جامعة طوكيو، المختبر الدولي لفيزياء الطاقة العالية، مختبر علوم الميزون في جامعة طوكيو، لكن مع هذا فمختبر كيك ليس مجرد ربط اعتيادي بين المختبرات المذكورة، لأن ليست كل المختبرات الام تندرج تحت مظلة فيزياء الطاقة العالية، كمثال معهد الدراسة النووية وجامعة طوكيو تم استحداثهما من أجل دراسات الطاقة النووية المنحفضة بالشراكة مع ريكين.
الخط الزمني لكيك:

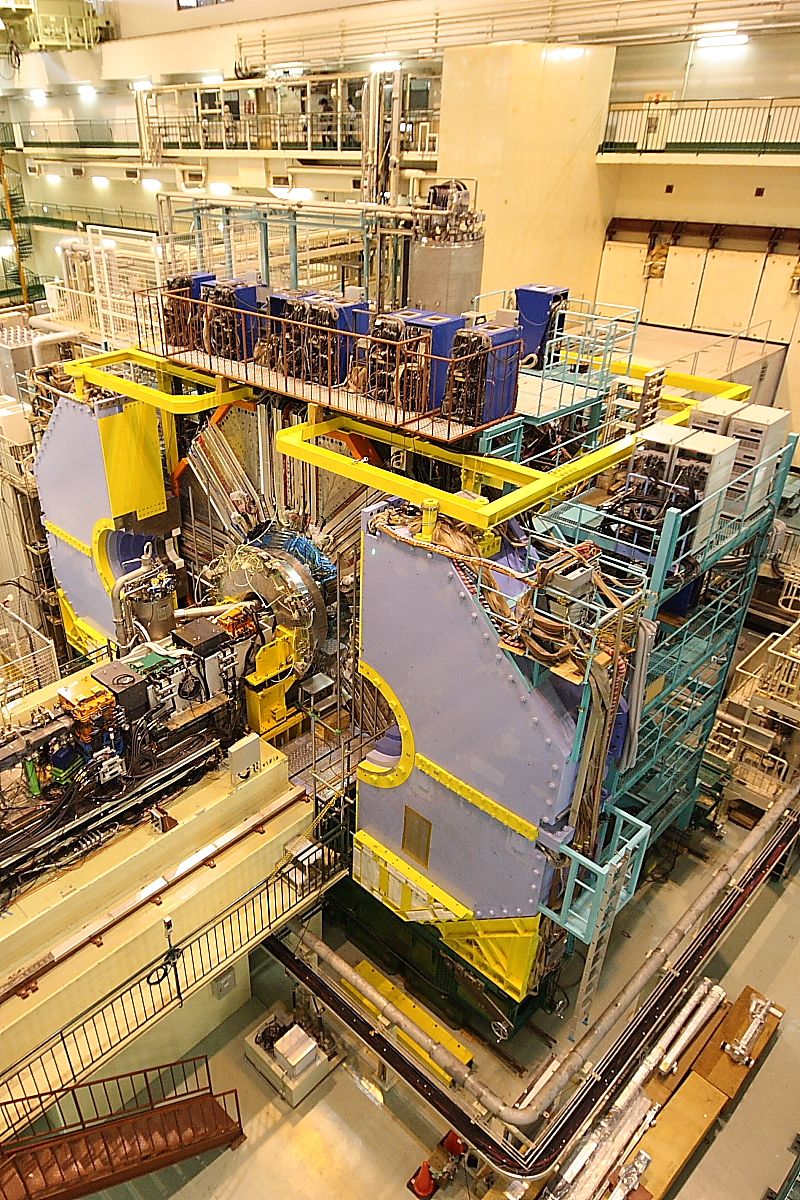
كاشف بيل

- 1971  [لغات أخرى]‏ : تم إنشاء المختبر الوطني لفيزياء الطاقة العالية (KEK).
- 1976  [لغات أخرى]‏ : أنتج مسرع بروتون ساينكروترون حزمة بطاقة 8GeV كما هو مخطط له. ووصل المسرع لاحقاً إلى 12GeV.
- 1978  [لغات أخرى]‏ : تم تأسيس مرفق Booster Synchrotron Utilization Facility ومصنع الفوتون (PF).
- 1982  [لغات أخرى]‏ : نجح مصنع الفوتون PF في تخزين حزمة الإلكترون بطاقة 2.5GeV.
- 1984  [لغات أخرى]‏ : نجح مسرع التخزين ذو الحلقة القابلة للنقل (TRISTAN) والحلقة التراكمية AR بتعجيل شعاع الإلكترون إلى طاقة 6.5GeV.
- 1985  [لغات أخرى]‏ : تمكن AR من تعجيل شعاع بوزيترونات إلى مستوى طاقة 5GeV.
- 1986  [لغات أخرى]‏ : حلقة TRISTAN الرئيسية (MR) تتمكن من تعجيل حزم من الإلكترونات والبوزيترونات إلى مستوى طاقة 25.5GeV.
- 1988  [لغات أخرى]‏ : تمت ترقية طاقة MR إلى 30GeV بمساعدة جيوب فائقة التوصيل.
- 1989  [لغات أخرى]‏ : تم إنشاء قسمي علوم الإشعاع السينكروتروني وعلوم المعجلات في جامعة الدراسات العليا للبحوث المتقدمة  [لغات أخرى]‏ في اليابان.
- 1994  [لغات أخرى]‏ : بداية بناء مصنع-بي التابع لمعجل كيك-بي.
- 1995  [لغات أخرى]‏ : انتهاء تجارب TRISTAN المسماة (AMY، JADE، TOPAZ، VENUS).
- 1997  [لغات أخرى]‏ : تأسيس منظمة بحوث معجل الطاقة العالية كيك.
- 1998  [لغات أخرى]‏ : تخزين الحزمة الأولى في حلقة كيك-بي.
- 1999  [لغات أخرى]‏ : بداية تجربة مذبذب النيوترينو ذأت الأساس الطويل (K2K). وبدأت تجربة بيل في كيك-بي بالعملية.
- 2001  [لغات أخرى]‏ : بدأ بناء مسرعات البروتون عالية الكثافة (J-PARC).
- 2004  [لغات أخرى]‏ : أصبح معهد أبحاث تسريع الطاقة تابع لمعهد الأبحاث ما بين الجامعات. وانتهاء تجربة K2K .
- 2005  [لغات أخرى]‏ : تم افتتاح Tokai Campus. وانتهاء التجارب في PS.
- 2006  [لغات أخرى]‏ : تم إنشاء مركز J-PARC .
- 2008  [لغات أخرى]‏ : حصول البروفيسور ماكوتو كوباياشي على جائزة نوبل للفيزياء لعام 2008.
- 2009  [لغات أخرى]‏ : تم الانتهاء من بناء J-PARC .
- 2016: نجاح التشغيلات الاولية وتخزين الحزم في حلقات سوبر كيك-بي الإلكترونية والبوزيترون [5]
- عام 2017: أكملت تجهيزات تجربة بيل الثانية في تسوكوبا باليابان.
- 2018: إجراء التصادم الأول في معجل سوبر كيك-بي ضمن تجربة بيل الثانية.[6]

## اجزاء المنظمة
تملك منظمة كيك أربعة مختبرات رئيسية وهي:
- مختبر التعجيل: وهو المسؤول عن دراسة وتطوير وتصميم وإدارة معجلات الجسيمات.
- معهد الدراسات الجسيمية والنووية: مختبر الفيزياء الاساسية الذي يدرس الجسيمات الاولية والفيزياء النووية.
- معهد علوم المواد: معهد فيزياء تطبيقية لدراسة تراكيب المواد.
- المختبر البحثي التطبيقي: مختبر يستخدم لاغراض دعم دراسات معجلات الجسيمات.

## الموقع
- حرم تسوكوبا: 1-1 أوهو، تسوكوبا، إباراكي 305-0801، اليابان.
- حرم توكاي الجامعي: 2-4 شيران شيراكاتا، توكاي مورا، ناكا-غون، إباراكي 319-1195، اليابان.

## اقرأ أيضاً
- تجربة بيل
- مسرع جسيمات
- فيزياء الجسيمات